# Landkreis Nürtingen

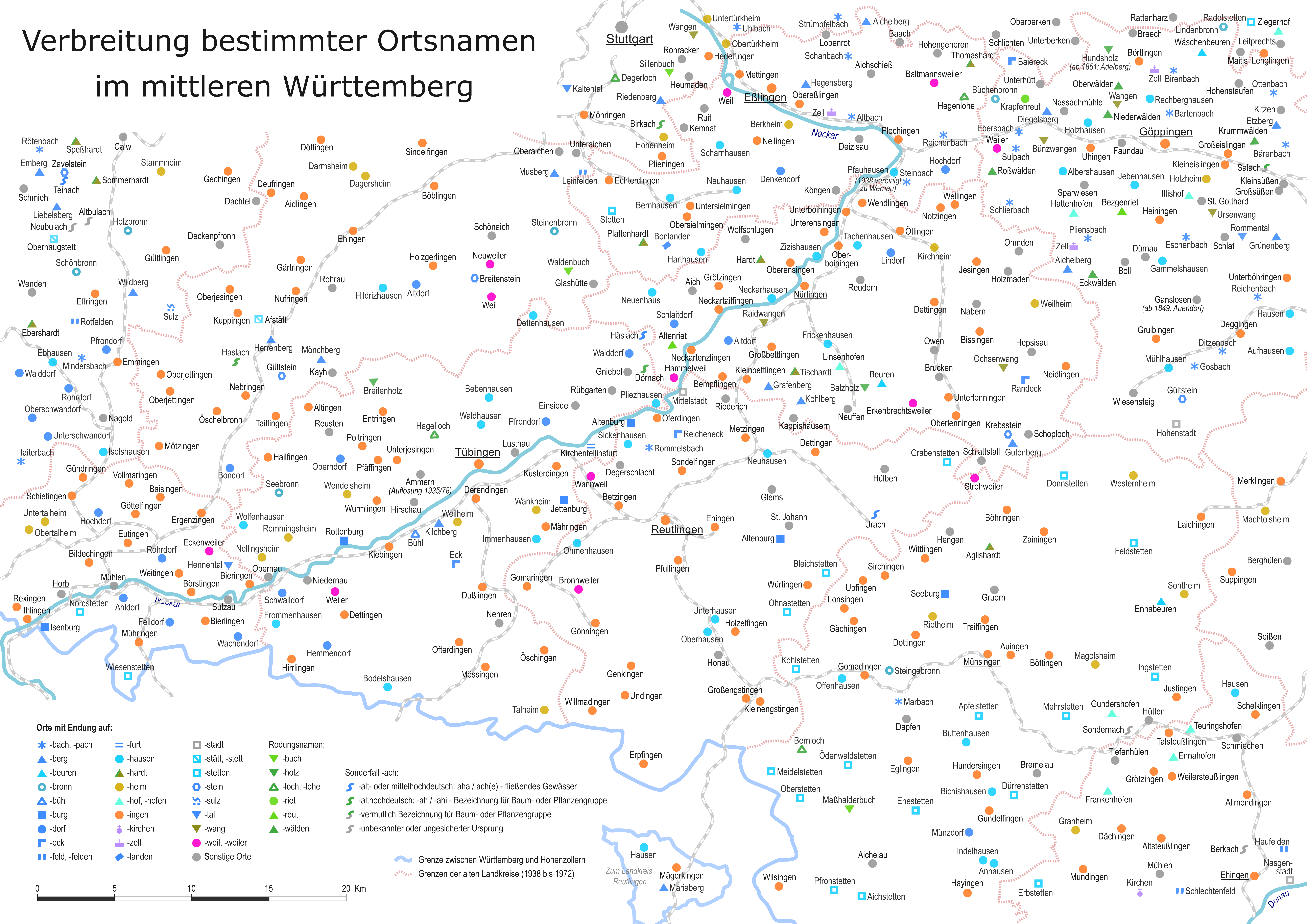
Die Ortsnamen im Landkreis Nürtingen und seinen Nachbarkreisen

Der Landkreis Nürtingen war ein Landkreis in Baden-Württemberg, der im Zuge der Kreisreform am 1. Januar 1973 aufgelöst wurde.

## Geografie

### Lage
Der Landkreis Nürtingen lag in der Mitte Baden-Württembergs.
Geografisch hatte er Anteil an den Ausläufern der Schwäbischen Alb. Durch das ehemalige Kreisgebiet fließt der Neckar.

### Nachbarkreise
Seine Nachbarkreise waren 1972 im Uhrzeigersinn beginnend im Norden Esslingen, Göppingen, Münsingen, Reutlingen, Tübingen und Böblingen.

## Geschichte
Das Gebiet des Landkreises Nürtingen gehörte bereits vor 1800 überwiegend zu Württemberg. Daher gab es auch schon vor 1800 die Oberämter Nürtingen und Kirchheim, die neben anderen Oberämtern Anteile am späteren Kreisgebiet hatten. Ab 1810 gehörten die Oberämter Nürtingen und Kirchheim zur Landvogtei auf der Alb. Ab 1818 gehörte das Oberamt Kirchheim zum Donaukreis, das Oberamt Nürtingen zum Schwarzwaldkreis, die beide 1924 aufgelöst wurden. 1934 wurden die Oberämter in Kreise umbenannt und nach dem Gesetz über die Landeseinteilung vom 24. April 1938 wurde der Kreis Kirchheim auf 1. Oktober 1938 mit dem Kreis Nürtingen vereinigt. Zum Kreissitz wurde Nürtingen bestimmt. 1945 kam der Landkreis Nürtingen zum neugebildeten Land Württemberg-Baden, das 1952 im Bundesland Baden-Württemberg aufging. Von da an gehörte er zum Regierungsbezirk Nordwürttemberg, der den württembergischen Teil Württemberg-Badens umfasste.
Mit Wirkung vom 1. Januar 1973 wurde der Landkreis Nürtingen aufgelöst. Seine Gemeinden gingen mit einer einzigen Ausnahme im neuen Landkreis Esslingen auf, der damit Rechtsnachfolger des Landkreises Nürtingen wurde. Die Gemeinde Grafenberg kam zum Landkreis Reutlingen.
Das Kreisarchiv Nürtingen ist im Kreisarchiv Esslingen aufgegangen, das mittlerweile auch den Nachlass von Landrat Ernst Schaude verwahrt.

### Einwohnerentwicklung
Alle Einwohnerzahlen sind Volkszählungsergebnisse.
| Jahr               | Einwohner |
| ------------------ | --------- |
| 17. Mai 1939       | 73.572    |
| 13. September 1950 | 107.535   |
| 6. Juni 1961       | 131.620   |
| 27. Mai 1970       | 159.030   |

### Umstrittene Auflösung
Mit der Kreisreform wurden mehrere Landkreise in Baden-Württemberg aufgelöst und viele Kreisgrenzen neu gezogen – wobei wohl nicht immer sachliche Gründe ausschlaggebend waren, sondern parteipolitische Interessen mitschwangen. Die Auflösung des Landkreises Nürtingen war jedoch besonders umstritten. Im Oktober 1970 legte Gottfried Müller vom Lehrstuhl für Raumforschung, Raumordnung und Landesplanung der Technischen Universität München ein Gutachten vor, das sich klar gegen eine Auflösung des Landkreises Nürtingen aussprach.
Nachdem sich die damalige Koalition von SPD und CDU auf 35 Landkreise als neue Zahl geeinigt hatte, eine Änderung dieser Zahl vor allem für die SPD ein Tabu war, der CDU andererseits sehr viel am Weiterbestehen des Kreises Künzelsau lag, wurde eine Vereinigung der Landkreise Esslingen und Nürtingen „unumgänglich“.
Die Landtagskommission „Verwaltungsreform“ hatte sodann vorgeschlagen, nach der Vereinigung beider Kreise Nürtingen zur Kreisstadt zu machen. In erster und zweiter Lesung wurde daran nichts geändert. Dann aber begann im Landtag ein großer Tauschhandel, bei dem mehrere Gemeinden in andere Kreise geschoben und schließlich auch Entscheidungen wie die gekippt wurden, Nürtingen zum Kreissitz des neuen Kreises zu machen. Der Artikel „Schon wieder ist ein Kreis verreckt“ von Jörg Bischoff in der Stuttgarter Zeitung vom 18. Juli 1971 äußerte sich sehr kritisch zu diesem „politischen Geschacher“.

## Politik

### Landrat
Landräte des Landkreises Nürtingen 1938 bis 1972:
- 1935–1945: Helmuth Maier
- 1945–1946: Karl Eberhardt (kommissarisch)
- 1946–1972: Ernst Schaude

Die Oberamtmänner von 1805 bis 1938 sind im Artikel Oberamt Nürtingen dargestellt.

### Wappen
Das Wappen des Landkreises Nürtingen war unter silbernem Schildhaupt, darin eine liegende schwarze Hirschstange, gespalten, vorne goldene und schwarze Wecken, hinten in Rot übereinander drei goldene Hifthörner. Es wurde dem Landkreis Nürtingen am 28. November 1949 durch die Landesregierung Württemberg-Baden verliehen.
Die Hirschstange ist das Symbol Württembergs, das Horn ist im Wappen der Herren von Neuffen ebenso dreifach vorhanden und die Wecken stehen für die Grafen bzw. Herzöge von Teck. Sie alle beherrschten früher im Wesentlichen das spätere Gebiet des Landkreises Nürtingen.

## Wirtschaft und Infrastruktur

### Verkehr
Durch das Kreisgebiet führte die Bundesautobahn 8 sowie die Bundesstraßen 10, 297 und 313, ferner mehrere Landes- und Kreisstraßen.

## Gemeinden
Zum Landkreis Nürtingen gehörten ab 1938 zunächst 49 Gemeinden, davon 6 Städte. Einige Orte hatten zu diesem Zeitpunkt bereits ihre Selbständigkeit verloren: 1919 war die Gemeinde Oberensingen in die Stadt Nürtingen eingegliedert worden. Lindorf und Ötlingen waren 1935 in die Stadt Kirchheim unter Teck, Brucken 1937 in die Gemeinde Unterlenningen und Balzholz 1938 in die Gemeinde Beuren eingegliedert worden. 1940 wurde die Gemeinde Unterboihingen in die Gemeinde Wendlingen eingegliedert, dessen im 19. Jahrhundert aufgegebenes Stadtrecht 1964 erneuert wurde. Somit gab es zuletzt 48 Gemeinden, darunter sieben Städte.
Am 7. März 1968 stellte der Landtag von Baden-Württemberg die Weichen für eine Gemeindereform. Mit dem Gesetz zur Stärkung der Verwaltungskraft kleinerer Gemeinden war es möglich, dass sich kleinere Gemeinden freiwillig zu größeren Gemeinden vereinigen konnten. Den Anfang im Landkreis Nürtingen machte am 1. Januar 1971 die Gemeinde Schlattstall, die in die Gemeinde Oberlenningen eingegliedert wurde. In der Folgezeit reduzierte sich die Zahl der Gemeinden stetig, bis der Landkreis Nürtingen schließlich am 1. Januar 1973 aufgelöst wurde.
Die größte Gemeinde des Landkreises war die Stadt Kirchheim unter Teck, die seit dem 1. April 1956 Große Kreisstadt ist. Die kleinste Gemeinde war Schlattstall.
In der Tabelle stehen die Gemeinden des Landkreises Nürtingen vor der Gemeindereform. Alle Gemeinden gehören heute zum Landkreis Esslingen, lediglich Grafenberg gehört heute zum Landkreis Reutlingen. Die Einwohnerangaben beziehen sich auf die Volkszählungsergebnisse in den Jahren 1961 und 1970.
| frühere Gemeinde                       | heutige Gemeinde      | Einwohner am 6. Juni 1961 | Einwohner am 27. Mai 1970 |
| -------------------------------------- | --------------------- | ------------------------- | ------------------------- |
| Aich                                   | Aichtal               | 1.600                     | 2.453                     |
| Altdorf                                | Altdorf               | 533                       | 710                       |
| Altenriet                              | Altenriet             | 693                       | 916                       |
| Bempflingen                            | Bempflingen           | 1.961                     | 2.363                     |
| Beuren                                 | Beuren                | 2.569                     | 2.864                     |
| Bissingen an der Teck                  | Bissingen an der Teck | 1.899                     | 2.330                     |
| Dettingen unter Teck                   | Dettingen unter Teck  | 3.616                     | 4.047                     |
| Erkenbrechtsweiler                     | Erkenbrechtsweiler    | 1.314                     | 1.446                     |
| Frickenhausen                          | Frickenhausen         | 3.363                     | 4.487                     |
| Grafenberg                             | Grafenberg            | 1.284                     | 1.592                     |
| Großbettlingen                         | Großbettlingen        | 1.413                     | 2.434                     |
| Grötzingen, Stadt                      | Aichtal               | 1.862                     | 2.224                     |
| Gutenberg                              | Lenningen             | 664                       | 692                       |
| Hardt                                  | Nürtingen             | 328                       | 480                       |
| Hepsisau                               | Weilheim an der Teck  | 734                       | 759                       |
| Holzmaden                              | Holzmaden             | 1.290                     | 1.520                     |
| Jesingen                               | Kirchheim unter Teck  | 2.161                     | 2.364                     |
| Kappishäusern                          | Neuffen               | 371                       | 453                       |
| Kirchheim unter Teck, Große Kreisstadt | Kirchheim unter Teck  | 25.007                    | 28.842                    |
| Kleinbettlingen                        | Bempflingen           | 223                       | 294                       |
| Kohlberg                               | Kohlberg              | 1.504                     | 1.753                     |
| Linsenhofen                            | Frickenhausen         | 1.508                     | 1.815                     |
| Nabern                                 | Kirchheim unter Teck  | 853                       | 1.315                     |
| Neckarhausen                           | Nürtingen             | 2.432                     | 2.876                     |
| Neckartailfingen                       | Neckartailfingen      | 1.842                     | 2.772                     |
| Neckartenzlingen                       | Neckartenzlingen      | 3.162                     | 4.914                     |
| Neidlingen                             | Neidlingen            | 1.151                     | 1.387                     |
| Neuenhaus                              | Aichtal               | 1.413                     | 1.767                     |
| Neuffen, Stadt                         | Neuffen               | 3.801                     | 4.446                     |
| Notzingen                              | Notzingen             | 1.892                     | 2.215                     |
| Nürtingen, Große Kreisstadt            | Nürtingen             | 20.505                    | 21.191                    |
| Oberboihingen                          | Oberboihingen         | 3.039                     | 3.810                     |
| Oberlenningen                          | Lenningen             | 2.926                     | 3.279                     |
| Ochsenwang                             | Bissingen an der Teck | 274                       | 253                       |
| Ohmden                                 | Ohmden                | 1.026                     | 1.249                     |
| Owen, Stadt                            | Owen                  | 2.432                     | 2.685                     |
| Raidwangen                             | Nürtingen             | 712                       | 1.190                     |
| Reudern                                | Nürtingen             | 1.273                     | 1.760                     |
| Schlaitdorf                            | Schlaitdorf           | 834                       | 995                       |
| Schlattstall                           | Lenningen             | 178                       | 177                       |
| Schopfloch                             | Lenningen             | 704                       | 655                       |
| Tischardt                              | Frickenhausen         | 654                       | 977                       |
| Unterensingen                          | Unterensingen         | 2.101                     | 3.303                     |
| Unterlenningen                         | Lenningen             | 2.388                     | 2.864                     |
| Weilheim an der Teck, Stadt            | Weilheim an der Teck  | 5.787                     | 6.684                     |
| Wendlingen am Neckar, Stadt            | Wendlingen am Neckar  | 10.087                    | 13.666                    |
| Wolfschlugen                           | Wolfschlugen          | 2.689                     | 3.547                     |
| Zizishausen                            | Nürtingen             | 1.568                     | 2.185                     |

## Kfz-Kennzeichen
Am 1. Juli 1956 wurde dem Landkreis bei der Einführung der bis heute gültigen Kfz-Kennzeichen das Unterscheidungszeichen NT zugewiesen. Es wurde bis zum 31. Dezember 1972 ausgegeben. Seit dem 10. November 2014 ist es aufgrund der Kennzeichenliberalisierung im Landkreis Esslingen erhältlich.